# Jean-Baptiste Lanszweert
Jean-Baptiste Lanszweert (Oostende, 1768 - Oostende, 10 maart 1864) was een Belgisch politicus en burgemeester van Oostende.
Lanszweert was de eerste Oostendse burgemeester vlak na de woelige periode van de Belgische Revolutie bij de onafhankelijkheid van België.

## Carrière
Nog voor zijn burgemeesterschap ontving hij onder andere Napoleon Bonaparte bij een van de vijf bezoeken van Napoleon aan de havenstad, die tijdens dit bezoek bij hem thuis verbleef. Lanszweert was zelf burgemeester van Oostende van 13 november 1830 tot 12 oktober 1836. Daarna werd hij gemeenteraadslid van 1836 tot 1839.

## Persoonlijk leven
De familie Lanszweert, oorspronkelijk van Poperinge, behoorde tot de families die in de 17de eeuw na de verwoesting van het Beleg van Oostende de stad herbevolkten. Antoon Lanszweert was de basis van een uitgebreide stamboom van Lanszweerts in Oostende. Jean-Baptiste Lanszweert was grootgrondbezitter en was eigenaar van het gebied waarop later het westerkwartier is gebouwd. Kort na zijn ambt als burgemeester heeft hij zijn grond verkocht aan de staat. Hij was tevens getrouwd met Colette Isabelle Claire Vanderheyde.